# Cầu Mỹ Thuận 2
Cầu Mỹ Thuận 2 là một cây cầu bắc qua sông Tiền thuộc hệ thống đường cao tốc Bắc – Nam phía Đông, nối liền hai tỉnh Đồng Tháp và Vĩnh Long, Việt Nam.

## Vị trí
Công trình có điểm đầu tại nút giao An Thái Trung (Km 101 + 126), kết nối với đường cao tốc Trung Lương – Mỹ Thuận; điểm cuối tại nút giao Quốc lộ 80 (Km 107 + 740), kết nối với đường cao tốc Mỹ Thuận – Cần Thơ, cách Cầu Mỹ Thuận khoảng 350 m về phía thượng lưu.

## Thiết kế
Cầu Mỹ Thuận 2 và đường dẫn có tổng chiều dài 6,61 km, trong đó phần cầu vượt sông dài 1.906 m, mặt cầu rộng 28 m. Nhịp chính của cầu là nhịp dây văng dài 650 m. Cầu được thiết kế 4 làn xe và 2 làn dừng khẩn cấp, vận tốc thiết kế 80 km/h ở giai đoạn đầu. Giai đoạn hoàn chỉnh cầu sẽ có 6 làn xe bằng việc sử dụng làn khẩn cấp giai đoạn đầu làm làn chính nhằm đồng bộ với đường cao tốc Bắc – Nam phía Đông sau khi nâng cấp lên 6 làn xe hoàn chỉnh; vận tốc 100 km/h.

## Thi công
Dự án có tổng mức đầu tư là 5.003 tỷ đồng từ nguồn vốn ngân sách nhà nước. Cầu được chính thức triển khai thi công vào ngày 19 tháng 8 năm 2020. Trước đó, phần đường dẫn phía tỉnh Tiền Giang đã được khởi công vào ngày 27 tháng 2 năm 2020. Cầu được hợp long vào ngày 14 tháng 10 năm 2023. Dự án đã hoàn thành, chính thức thông xe vào ngày 24 tháng 12 năm 2023 cùng với đường cao tốc Mỹ Thuận – Cần Thơ.

## Chi tiết tuyến đường

### Làn xe
- Đường dẫn: 4 làn xe, có điểm dừng khẩn cấp
- Cầu chính: 4 làn xe và 2 làn dừng khẩn cấp

### Chiều dài
- Toàn tuyến: 6,61 km

### Tốc độ giới hạn
- Đường dẫn: Tối đa: 90 km/h, tối thiểu: 60 km/h
- Cầu chính: Tối đa: 80 km/h, tối thiểu: 60 km/h

## Lộ trình chi tiết
- IC - Nút giao, JCT - Điểm lên xuống, SA - Khu vực dịch vụ (Trạm dừng nghỉ), TN - Hầm đường bộ, TG - Trạm thu phí, BR - Cầu
- Đơn vị đo khoảng cách là km.

| Ký hiệu                                                    | Tên                                                        | Khoảng cách từ đầu tuyến                                   | Kết nối                                                    | Ghi chú                                                    | Vị trí                                                     | Vị trí                                                     |
| Kết nối trực tiếp với Đường cao tốc Trung Lương – Mỹ Thuận | Kết nối trực tiếp với Đường cao tốc Trung Lương – Mỹ Thuận | Kết nối trực tiếp với Đường cao tốc Trung Lương – Mỹ Thuận | Kết nối trực tiếp với Đường cao tốc Trung Lương – Mỹ Thuận | Kết nối trực tiếp với Đường cao tốc Trung Lương – Mỹ Thuận | Kết nối trực tiếp với Đường cao tốc Trung Lương – Mỹ Thuận | Kết nối trực tiếp với Đường cao tốc Trung Lương – Mỹ Thuận |
| ---------------------------------------------------------- | ---------------------------------------------------------- | ---------------------------------------------------------- | ---------------------------------------------------------- | ---------------------------------------------------------- | ---------------------------------------------------------- | ---------------------------------------------------------- |
| 1                                                          | IC An Thái Trung                                           | 101.1                                                      | Quốc lộ 30                                                 |                                                            | Cái Bè                                                     | Tiền Giang                                                 |
| BR                                                         | Cầu Mỹ Thuận 2                                             | ↓                                                          |                                                            |                                                            | Ranh giới Tiền Giang – Vĩnh Long                           | Ranh giới Tiền Giang – Vĩnh Long                           |
| 2                                                          | IC Quốc lộ 80                                              | 107.7                                                      | Quốc lộ 80                                                 |                                                            | Vĩnh Long                                                  | Thành phố Vĩnh Long                                        |
| Kết nối trực tiếp với Đường cao tốc Mỹ Thuận – Cần Thơ     |                                                            |                                                            |                                                            |                                                            |                                                            |                                                            |
| 1.000 mi = 1.609 km; 1.000 km = 0.621 mi                   |                                                            |                                                            |                                                            |                                                            |                                                            |                                                            |

Ghi chú
1. ↑  Khoảng cách tiếp nối từ đoạn Thành phố Hồ Chí Minh – An Thái Trung